# Seven (Winger-Album)
Seven ist das 2023 veröffentlichte siebte Studioalbum der US-amerikanischen Hard-Rock-Band Winger.

## Hintergrund
Winger hatte 2014 das Album Better Days Comin’ veröffentlicht, das in den USA Platz 85 der Albumcharts erreichen konnte. Nach der anschließenden Tournee gingen die Musiker der Band zunächst verschiedenen anderen Projekten nach: Kip Winger komponierte klassische Musik und veröffentlichte 2016 das Album Conversations With Nijinsky, Ghosts, A Parting Grace, 2019 wurde das von ihm und Damien Gray geschriebene Musical Get Jack auf CD veröffentlicht. Eine Bühnenproduktion steht bisher (Stand: April 2023) noch aus.
Reb Beach kam derweil seinen Verpflichtungen bei Whitesnake nach und arbeitete darüber hinaus mit Jeff Pilson, Robin McAuley und Matt Starr am Bandprojekt Black Swan. Die Gruppe veröffentlichte 2020 ihr Debütalbum Shake the World, das zweite Album, Generation Mind, folgte 2022.
2020 wurde Kip Winger in einem Interview gefragt, wie es um ein neues Album seiner Band Winger stehen würde. Er erklärte, dass er und Reb Beach aktuell an den Songs zu einem neuen Album schreiben würden, es aber schwierig sei, die notwendige Zeit zu finden. Er könne nicht sagen, wie lange es bis zur Fertigstellung dauern werde, aber sie hätten zumindest angefangen.
Erstmals wirkte auch Desmond Child am Songwriting zu einem Winger-Album mit, nachdem Kip Winger mit dem Refrain zum Song Proud Desperado nicht weiterkam und Child um Hilfe bat.
Die Aufnahmen zu Seven fanden unter Beteiligung aller Musiker in Kip Wingers Studio in Nashville statt.

„Ich will nicht, dass jeder in seiner Bude sitzt und alleine sein Zeug einspielt, weil ich gut darin bin, den jeweiligen Charakter meiner Jungs herauszukitzeln und festzuhalten.“

Die von Kip Winger durchgeführte Produktion des Albums erfolgte auf eigene Kosten, weil „die Budgets, die heutzutage von Plattenfirmen bewilligt werden, ein schlechter Witz“ sind, wie Kip Winger sagte. Und auch, weil er sich „nicht von einem Labelboss reinreden lassen“ wolle, habe er Seven „selbst finanziert und die fertige Scheibe anschließend verkauft.“
Als erste Single und Musikvideo erschien am 11. März 2023 das Lied Proud Desperado, dem am 7. April 2023 die Ballade It all Comes Back Around folgte.
Das Album wurde schließlich am 5. Mai 2023 als CD und über Online-Musikdienste veröffentlicht, die Veröffentlichung der LP folgte am 4. August 2023. Zeitgleich mit der CD-Veröffentlichung erschien am 5. Mai 2023 auch die dritte Single und das Musikvideo Tears of Blood.
Am 18. August 2023 erschien die vierte Singleauskopplung, Voodoo Fire, die ebenfalls von einer Videoveröffentlichung begleitet wurde.

## Titelliste
| Nr.          | Titel                        | Autor(en)                              | Länge |
| ------------ | ---------------------------- | -------------------------------------- | ----- |
| 1.           | Proud Desperado              | Kip Winger / Reb Beach / Desmond Child | 3:50  |
| 2.           | Heaven’s Falling             | Winger / Beach                         | 5:15  |
| 3.           | Tears of Blood               | Winger / Beach                         | 5:04  |
| 4.           | Resurrect Me                 | Winger / Beach                         | 4:11  |
| 5.           | Voodoo Fire                  | Winger / Beach                         | 3:58  |
| 6.           | Broken Glass                 | Winger                                 | 5:32  |
| 7.           | It’s Okay                    | Winger / Beach / John Roth             | 4:13  |
| 8.           | Stick the Knife in and Twist | Winger / Beach / Roth                  | 3:32  |
| 9.           | One Light to Burn            | Winger / Roth                          | 4:12  |
| 10.          | Do or Die                    | Winger / Beach                         | 3:54  |
| 11.          | Time Bomb                    | Winger / Beach                         | 4:19  |
| 12.          | It all Comes Back Around     | Winger / Beach                         | 7:28  |
| Gesamtlänge: | Gesamtlänge:                 | Gesamtlänge:                           | 55:28 |

## Rezeption
„35 Jahre nach ihrem millionenfach verkauften“ Debüt wüssten Winger „mit einem kraftvollen Album voller eingängiger Hooklines zu begeistern“, schrieb Martin Römpp in Rocks. Seven bündele „die Stärken der Amerikaner in beeindruckender Form“, die Band liefere „ein musikalisches Feuerwerk“ ab. Beim mit Desmond Child verfassten Proud Desperado gelinge „die Melange aus Pull-Härte und der Eingängigkeit ihrer Chartstürmer-Jahre der Band perfekt“, das „schmissige Heaven’s Fallen und der Midtempo-Stampfer Tears of Blood“ zeigten „Namensgeber Kip nicht nur bei den packenden Refrains in stimmlich bester Form.“ Dass die Band „in Reb Beach, John Roth und Paul Taylor nun drei exzellente Gitarristen in ihren Reihen“ habe, sei „der überschwänglichen Spielfreude bei Nummern wie dem flotten Stick the Knife in and Twist oder Resurrect Me unmittelbar anzumerken. Gereift, erwachsen, und doch mit jeder Menge Energie und Spaßptenzial“ sei Seven „das Beste der starken und anspruchsvollen neueren Winger-Alben“ und müsse sich „vor ihren Frühwerken nicht verstecken“. Römpp vergab neun von zehn erreichbaren Punkten.